# Citers
Citers ist eine Gemeinde im französischen Département Haute-Saône in der Region Bourgogne-Franche-Comté.

## Geographie
Citers liegt auf einer Höhe von 285 m über dem Meeresspiegel, neun Kilometer nordwestlich von Lure und etwa 23 Kilometer nordöstlich der Stadt Vesoul (Luftlinie). Das ehemalige Straßenzeilendorf erstreckt sich im zentralen Teil des Departements, am südlichen Rand der Ebene von Luxeuil, in der Mulde des Ruisseau de Perchie östlich der Höhen des Mont d'Ahie.
Die Fläche des 15,17 km² großen Gemeindegebiets umfasst einen Abschnitt der Ebene von Luxeuil. Der Hauptteil des Gebietes wird von dieser Alluvialebene eingenommen, die durchschnittlich auf 280 m liegt. Wichtigstes Fließgewässer ist die Lanterne, die für die Entwässerung nach Westen zur Saône sorgt. Auf dem Gemeindeboden erhält sie Zufluss durch den Lambier und den Ruisseau de Perchie, der bei Citers in die Ebene hinaustritt. Landwirtschaftliche Nutzung herrscht hier vor.
Nach Südwesten reicht das Gebiet in die leicht gewellte Landschaft mit den von Acker- und Wiesland bestandenen Anhöhen Chavanney und Prérey. Mit 347 m wird auf dem Plateau von Moireau am Ostfuß des Mont d'Ahie die höchste Erhebung von Citers erreicht. Diese Anhöhen sind aus Muschelkalk der mittleren Trias aufgebaut. Nach Nordosten erstreckt sich das Gemeindeareal in die ausgedehnte Waldung des Grand Bois. Hier befinden sich zahlreiche Weiher, von denen die meisten aufgestaut wurden und zur Fischzucht dienen. Zu den wichtigsten zählen Étang d'Esboz, Étang de la Maisonnette und Étang du Châtelet.
Zu Citers gehört die Siedlung Le Faubourg du Citers (277 m) an der alten Hauptstraße von Lure nach Luxeuil-les-Bains. Nachbargemeinden von Citers sind Esboz-Brest und Magnivray im Norden, Rignovelle und Franchevelle im Osten, Quers und Dambenoît-lès-Colombe im Süden sowie Ailloncourt im Westen.

## Geschichte
Überreste eines römischen Verkehrsweges weisen auf eine frühe Begehung und möglicherweise auch Besiedlung des Gebietes hin. Erstmals urkundlich erwähnt wird Citers im Jahr 1207. Im Mittelalter gehörte das Dorf zur Freigrafschaft Burgund und darin zum Gebiet des Bailliage d’Amont. Die Klöster Bithaine und Montigny hatten Grundbesitz und Rechte im Dorf. Zusammen mit der Franche-Comté gelangte Citers mit dem Frieden von Nimwegen 1678 definitiv an Frankreich. Mit der Eröffnung der Bahnlinie von Lure nach Luxeuil wurde der Ort im 19. Jahrhundert an das französische Eisenbahnnetz angebunden. Heute ist Citers Mitglied des 14 Ortschaften umfassenden Gemeindeverbandes Communauté de communes des Franches-Communes.

## Sehenswürdigkeiten
Die Dorfkirche Saint-Martin in Citers wurde im 19. Jahrhundert errichtet. Zur Innenausstattung gehören eine Kanzel und Beichtstühle im Louis-XVI-Stil sowie ein Flachrelief aus dem 18. Jahrhundert mit der Taufe Christi. Sehenswert sind auch die zahlreichen Brunnen und Lavoirs. Acht Lavoirs sind überdacht und dienten einst als Waschhaus und Viehtränke. Besonders erwähnenswert ist die Fontaine aux 13 gouliches, die 1879 errichtet wurde und deren Stil an den Tempel von Paestum erinnert.

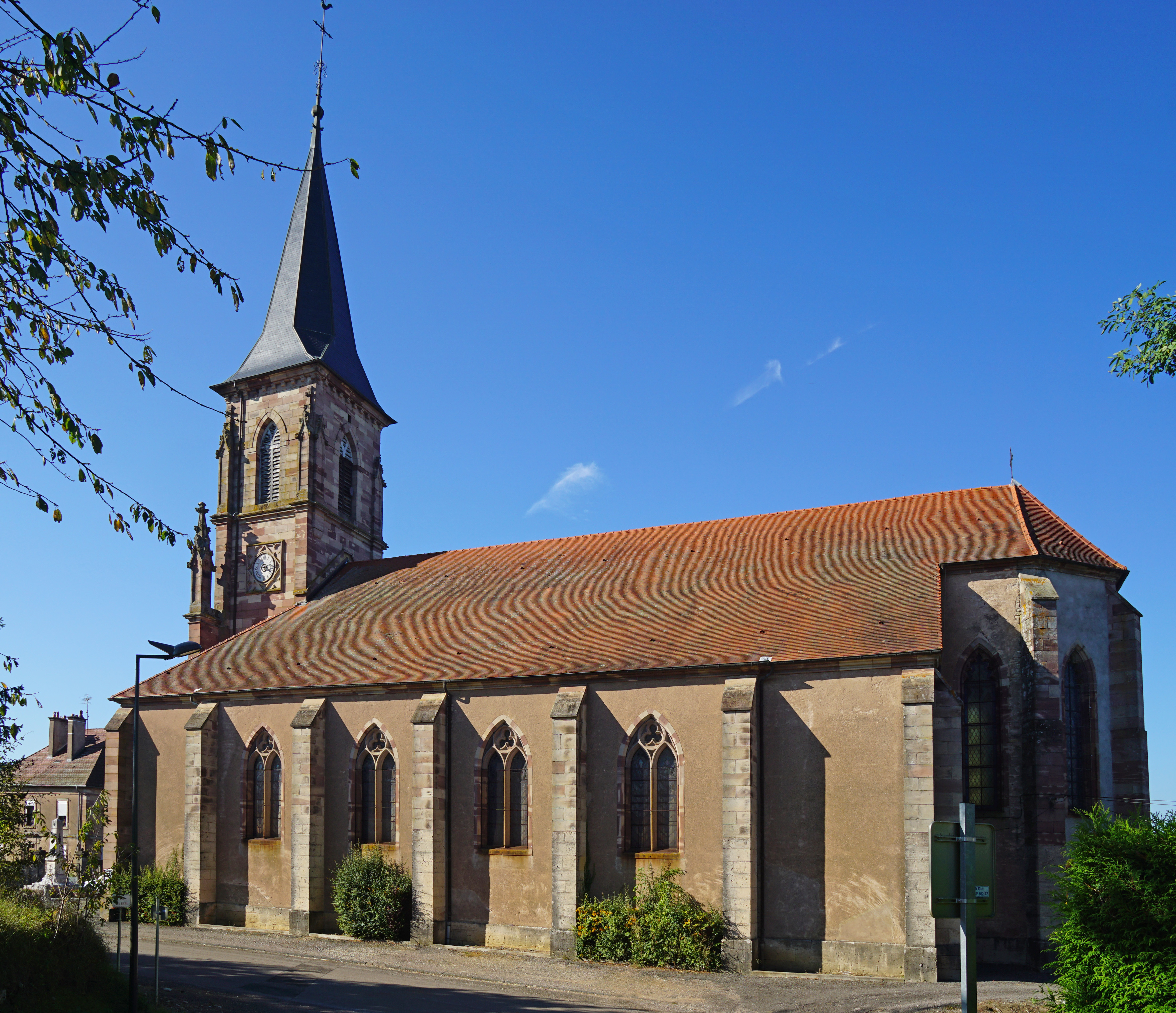
Kirche Saint-Martin
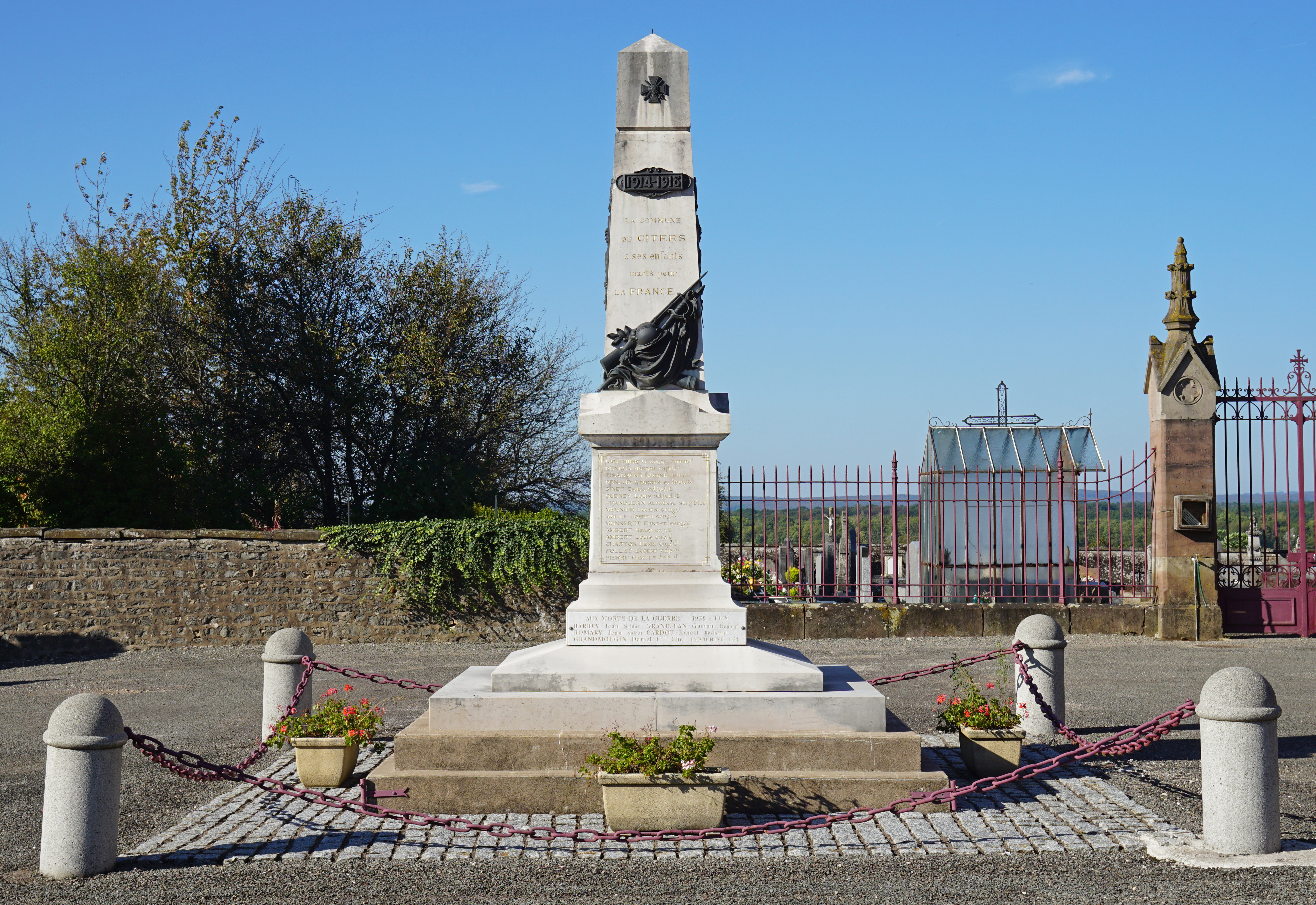
Kriegerdenkmal
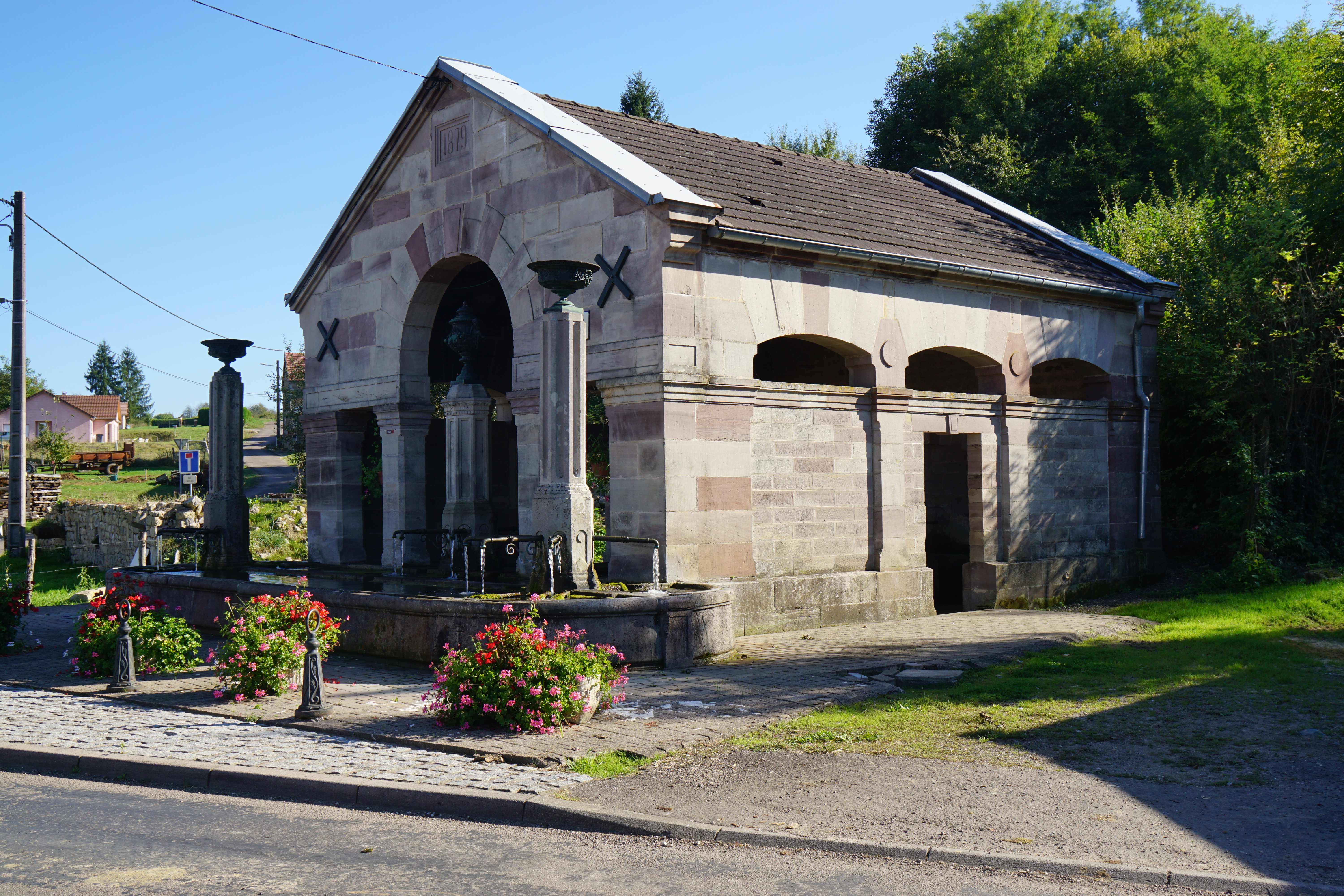
Lavoir „Grande fontaine“
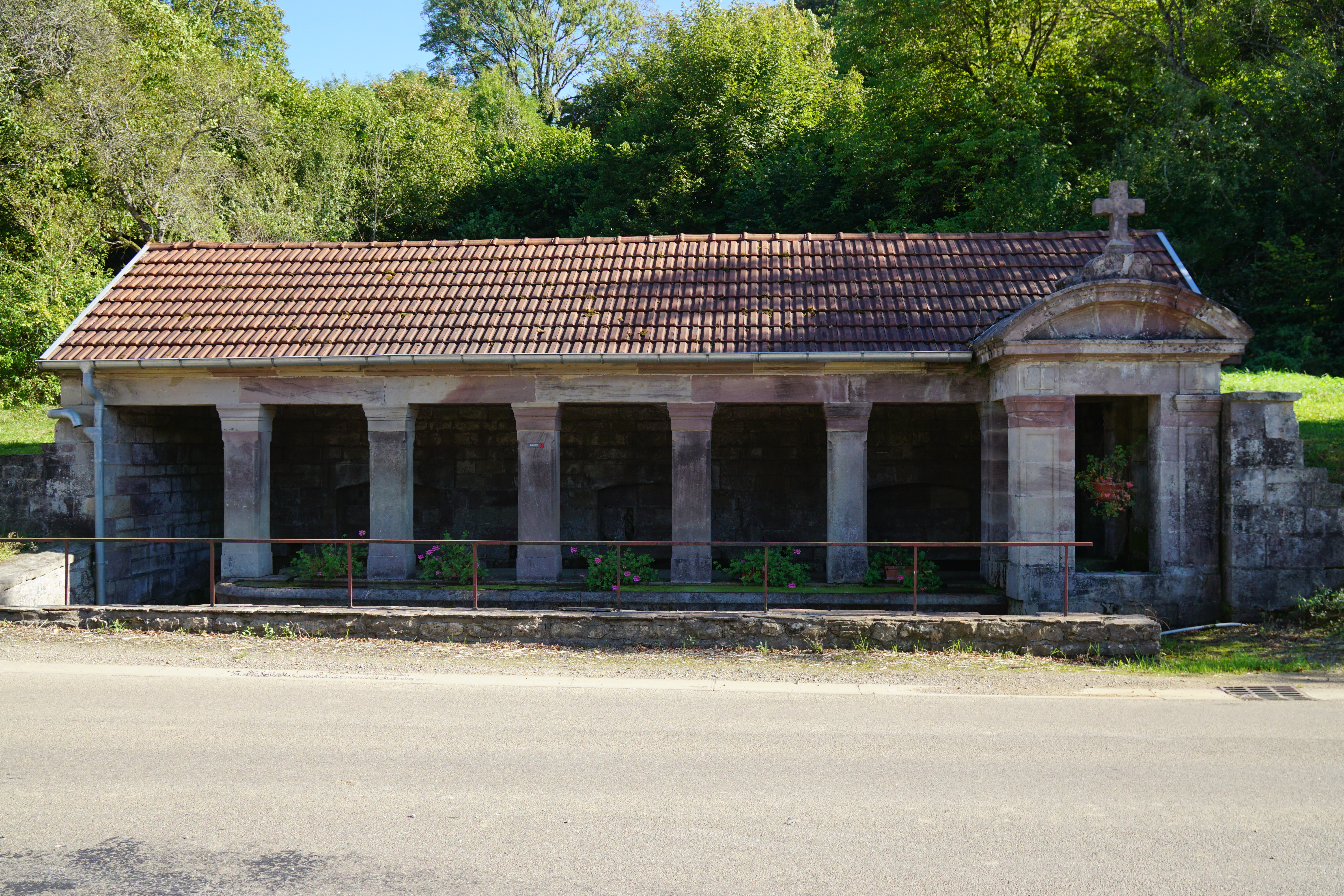
Weiteres Lavoir

## Bevölkerung
| Jahr                       | 1962 | 1968 | 1975 | 1982 | 1990 | 1999 | 2006 |
| Einwohner                  | 557  | 579  | 561  | 560  | 712  | 751  | 822  |
| Quellen: Cassini und INSEE |      |      |      |      |      |      |      |

Mit 773 Einwohnern (1. Januar 2022) gehört Citers zu den mittelgroßen Gemeinden des Département Haute-Saône. Nachdem die Einwohnerzahl in der ersten Hälfte des 20. Jahrhunderts deutlich abgenommen hatte (1911 wurden noch 923 Personen gezählt), wurde seit Beginn der 1980er Jahre wieder ein Bevölkerungswachstum verzeichnet.

## Wirtschaft und Infrastruktur
Citers war lange Zeit ein vorwiegend durch die Landwirtschaft (Ackerbau, Obstbau und Viehzucht), die Forstwirtschaft und die Fischzucht geprägtes Dorf. Heute gibt es einige Betriebe des lokalen Kleingewerbes, darunter einen Betrieb der Holzverarbeitung und eine Möbelfabrik. In den letzten Jahrzehnten hat sich das Dorf zu einer Wohngemeinde gewandelt. Viele Erwerbstätige sind deshalb Wegpendler, die in den größeren Ortschaften der Umgebung ihrer Arbeit nachgehen.
Die Ortschaft ist verkehrstechnisch gut erschlossen. Sie liegt nahe der Hauptstraße D64, die von Lure nach Luxeuil-les-Bains führt. Der Ortskern ist durch eine vierspurige Umfahrungsstraße vom Durchgangsverkehr entlastet. Weitere Straßenverbindungen bestehen mit Quers, Dambenoît, Ailloncourt und Franchevelle. Citers wird von der Eisenbahnlinie von Lure nach Épinal durchquert. Der nächste Bahnhof befindet sich in Lure.